# تختخواب و صبحانه (فیلم ۱۹۳۰)
«تختخواب و صبحانه» (انگلیسی: Bed and Breakfast (1930 film)) یک فیلم است که در سال ۱۹۳۰ منتشر شد. از بازیگران آن می‌توان به ریچارد کوپر اشاره کرد.